# Una Navidad muy conyugal
Una Navidad muy conyugal (título original: A Very Married Christmas) es un telefilme estadounidense-canadiense de drama de 2004, dirigido por Tom McLoughlin, escrito por Joyce Eliason y basado en una novela de Elizabeth Berg, musicalizado por Mader, en la fotografía estuvo Rodney Charters y los protagonistas son Joe Mantegna, Jean Smart y Kari Matchett, entre otros. Este largometraje fue producido por Front and Centre Productions, Mindshare Entertainment, Sanitsky Company y Say When Productions; se estrenó el 5 de diciembre de 2004.

## Sinopsis
La vida pacífica y aburrida de un hombre empieza a destruirse, esto ocurre al darse cuenta de que su mujer tiene un romance y quiere divorciarse. Aunque luego de conocer a un Papá Noel voluntario, vivirá un milagro de Navidad real.